# Riksdagens revisorer
Riksdagens revisorer, ofta benämnda statsrevisorerna, var mellan 1867 och 2003 en myndighet under Sveriges riksdag med uppgift att granska statlig verksamhet.
Revisionen av den svenska statsapparaten sköttes fram till den 1 juli 2003 av två statliga myndigheter: Riksdagens revisorer under riksdagen och Riksrevisionsverket under regeringen. Riksdagens revisorer var ett instrument för riksdagen att utöva den av regeringsformen till riksdagen tilldelade kontrollmakten.

## Historia
Riksdagens revisorer tillkom 1867 i samband med representationsreformen. Huvudansvaret för revision av statens verksamhet överfördes dock successivt under 1900-talet till regeringens förvaltningsorgan, Riksrevisionsverket.
Riksdagen beslöt den 15 december 2000 om sammanslagning av Riksrevisionsverket och Riksdagens revisorer under första halvåret 2003. Regeringen lämnade i maj 2001 ett uppdrag till landshövdingen Lars Eric Ericsson att utreda de organisatoriska frågorna kring bildandet av den nya revisionsmyndigheten.
Reformen föregicks av flera utredningar under senare delen av 1990-talet, till exempel den för regeringen, som leddes av generaldirektören Ulf Larsson, och som förespråkade att revisionsapparaten även fortsättningsvis skulle ligga under regeringen. Riksdagens revisionsutredning, som framlade sitt förslag om resursfördelning mellan de två statliga revisionsmyndigheterna ungefär samtidigt, föreslog i sitt betänkande två huvudalternativ: antingen att överförs vissa resurser från Riksrevisionsverket till Riksdagens revisorer, eller att i huvudsak föra över hela effektivitetsrevisionen till Riksdagens revisorer. Den löpande årliga revisionen förutsågs kvarligga på Riksrevisionsverket i båda alternativen.
Riksrevisionen bildades 1 juli 2003.

## Utseende av statsrevisorer
Riksdagen utsåg för varje riksdagsår tolv ledamöter till statsrevisorer samt en personlig suppleant till var och en av dessa. Under det sista arbetsåret var sex ordinarie revisor från Socialdemokraterna, tre från Moderaterna och en vardera från Folkpartiet, Kristdemokraterna och Vänsterpartiet. Ordförande var en socialdemokrat.